# Khanqah Dogran
Khakan Dogran (en ourdou : خانقاہ ڈوگراں) est une ville pakistanaise située dans le district de Sheikhupura, dans le nord de la province du Pendjab. Elle est située à moins de trente kilomètres au sud de Hafizabad.
La population de la ville a été multipliée par près de trois entre 1972 et 2017 selon les recensements officiels, passant de 8 560 habitants à 26 303. Entre 1998 et 2017, la population de la ville stagne, alors que la croissance annuelle moyenne s'affiche à 2,4 %. Selon le recensement de 2023, la population de la ville monte à 34 949 habitants.
|            | 1972 (rec.) | 1981 (rec.) | 1998 (rec.) | 2017 (rec.) | 2023 (rec.) |
| ---------- | ----------- | ----------- | ----------- | ----------- | ----------- |
| Population | 8 560       | 15 115      | 26 518      | 26 303      | 34 949      |